# Joachim Rouault
Joachim Rouault, né vers 1409 et mort en 1478, seigneur de Boisménart, de Gamaches, de Châtillon et de Fronsac, est un maréchal de France, qui participa à la fin de la guerre de Cent Ans et servit Louis XI.

## Biographie

### Famille
Joachim Rouault est le fils de Jean Rouault, seigneur de Bois-Mesnard (à Pouzauges, Vendée), tué à la bataille de Verneuil (1424), et Jeanne du Bellay, dame du Colombier.
Joachim Rouault de Gamaches épouse Françoise de Volvire, fille de Joachim (Jean) de Volvire, baron de Ruffec, et de Marguerite de Harpedanne de Belleville, qui donne naissance à   
- Aloph Ier,
- ainsi qu'à Anne Rouault mariée à Adrien de l'Hôpital[3], seigneur de Choisi aux Loges.

Joachim Rouault meurt en possession de ses biens le 7 août 1478 et est inhumé en l’église des Cordeliers de Thouars aux côtés de sa mère Jeanne du Bellay, de son frère cadet Jacques Rouault, seigneur du Riou et du Pressoir, et de son grand-oncle Tristan Rouault, par alliance vicomte de Thouars au XIVe siècle (4).

### Carrière militaire pendant la Guerre de Cent Ans
Il se fait remarquer en 1441 à la prise de Creil et de Saint-Denis sur les Anglais et au siège d’Acqs en Guyenne. 
Il accompagne en 1444 le Dauphin comme premier écuyer de corps à l’expédition d’Allemagne à la tête des Écorcheurs au secours du duc d’Autriche. Il offre ses services à l’Empereur Frédéric. En 1448, il est fait sénéchal de Poitou.
La trêve terminée, il revient en France, et capitaine de la compagnie d’ordonnance de Saint-Lô, prend part à la conquête de la Normandie et principalement à la bataille de Formigny où les Anglais sont mis en déroute. 
Il accompagne ensuite Jean de Châtillon, comte de Penthièvre, en Guyenne pour ramener cette province dans l’obéissance au roi. Il prend part aux sièges de Bergerac, de Blaye et de Fronsac. Nommé en 1451 connétable de Bordeaux, il paraît à la tête de douze cents archers de l’avant-garde lors de l’entrée triomphale du comte de Dunois dans cette ville prise aux Anglais.
Il met le siège devant Castillon-la-Bataille en Périgord où le fameux Talbot, l’un des plus grands hommes de guerre de l’Angleterre, fut tué avec son fils en 1453.

### Campagne d'Écosse à la fin du règne de Charles VII
En 1456, Charles VII l'envoya en Angleterre, pour porter secours au roi d’Écosse et à la reine Marguerite d’Angleterre, contre le duc d'York qui voulait usurper la couronne. En 1457, une enquête est lancée contre les méfaits commis par ses hommes en Rouergue, qui n’aboutit à aucune décision.
Il achète à Louis d'Amboise-Thouars la baronnie de la Chaize-le-Vicomte.

### Maréchal de France
Avant le sacre du roi Louis XI le 15 août 1461, il est élevé le 3 août à la dignité de maréchal de France. Puis, il tient le rang de grand écuyer lors de l'entrée solennelle à Paris 30 août.
En 1465, il est chargé de la défense de la Picardie contre les Bourguignons et défend Paris contre le comte de Charolais, futur Charles le Téméraire, et les princes ligués lors de la guerre dite pour le Bien public. Lors de la bataille de Montlhéry, contrairement aux ordres qu'il avait reçus, il n’envoie pas les renforts que Louis XI attendait.
En 1472, il défend Beauvais assiégé par le duc de Bourgogne ; siège illustré par l’héroïne Jeanne Hachette.
Dénoncé par le comte de Saint-Pol, il est condamné au bannissement et à la confiscation de ses biens, à Tours, le 30 mai 1476. Néanmoins, la sentence ne fut pas exécutée.

## Armoiries
| Figure | Blasonnement                                                |
|        | De sable, à deux léopards couronnés d'or, l'un sur l'autre. |